# Miliyah Katō/Diskografie
Diese Diskografie ist eine Übersicht über die musikalischen Werke der japanischen Sängerin Miliyah Katō. Den Schallplattenauszeichnungen zufolge hat sie bisher mehr als 11,4 Millionen Tonträger verkauft. Ihre erfolgreichste Veröffentlichung ist die Single Love Forever mit Shota Shimizu mit über 2,1 Millionen verkauften Einheiten.

## Alben

### Studioalben
| Jahr | Titel            | Höchstplatzierung, Gesamtwochen, AuszeichnungChartsChartplatzierungen (Jahr, Titel, Platzierungen, Wochen, Auszeichnungen, Anmerkungen) | Anmerkungen                                                    |
| Jahr | Titel            | JP | Anmerkungen                                                    |
| ---- | ---------------- | --- | -------------------------------------------------------------- |
| 2005 | Rose             | JP2 Platin · (20 Wo.)JP | Erstveröffentlichung: 26. Oktober 2005 Verkäufe JP: + 250.000  |
| 2007 | Diamond Princess | JP5 Gold · (34 Wo.)JP | Erstveröffentlichung: 7. März 2007 Verkäufe JP: + 107.293      |
| 2008 | Tokyo Star       | JP4 Platin · (33 Wo.)JP | Erstveröffentlichung: 2. April 2008 Verkäufe JP: + 250.000     |
| 2009 | Ring             | JP2 Platin · (59 Wo.)JP | Erstveröffentlichung: 8. Juli 2009 Verkäufe JP: + 383.218      |
| 2010 | Heaven           | JP1 Platin · (21 Wo.)JP | Erstveröffentlichung: 28. Juli 2010 Verkäufe JP: + 266.102     |
| 2012 | True Lovers      | JP2 Gold · (20 Wo.)JP | Erstveröffentlichung: 21. November 2012 Verkäufe JP: + 109.858 |
| 2014 | Loveland         | JP3 (13 Wo.)JP | Erstveröffentlichung: 19. Februar 2014 Verkäufe JP: + 50.938   |
| 2016 | Liberty          | JP4 (9 Wo.)JP | Erstveröffentlichung: 2. März 2016 Verkäufe JP: + 21.698       |
| 2017 | Utopia           | JP5 (8 Wo.)JP | Erstveröffentlichung: 12. April 2017 Verkäufe JP: + 14.195     |
| 2018 | Femme Fatale     | JP8 (4 Wo.)JP | Erstveröffentlichung: 20. Juni 2018 Verkäufe JP: + 4.833       |
| 2021 | Who Loves Me     | JP25 (3 Wo.)JP | Erstveröffentlichung: 13. Oktober 2021 Verkäufe JP: + 2.000    |
| 2023 | Blonde16         | JP24 (2 Wo.)JP | Erstveröffentlichung: 5. April 2023 Verkäufe JP: + 1.240       |

### Kompilationen
| Jahr | Titel        | Höchstplatzierung, Gesamtwochen, AuszeichnungChartsChartplatzierungen (Jahr, Titel, Platzierungen, Wochen, Auszeichnungen, Anmerkungen) | Anmerkungen                                                                  |
| Jahr | Titel        | JP | Anmerkungen                                                                  |
| ---- | ------------ | --- | ---------------------------------------------------------------------------- |
| 2008 | Best Destiny | JP1 Platin · (30 Wo.)JP | Erstveröffentlichung: 5. November 2008 Verkäufe JP: + 250.000                |
| 2011 | M Best       | JP1 Platin · (27 Wo.)JP | Erstveröffentlichung: 3. August 2011 Verkäufe JP: + 308.325                  |
| 2014 | The Best     | JP4 (14 Wo.)JP | Erstveröffentlichung: 2. April 2014 Verkäufe JP: + 51.172; mit Shimizu Shota |
| 2014 | Muse         | JP9 (11 Wo.)JP | Erstveröffentlichung: 29. Oktober 2014 Verkäufe JP: + 30.836 Konzeptalbum    |
| 2019 | M Best II    | JP20 (6 Wo.)JP | Erstveröffentlichung: 27. November 2019 Verkäufe JP: + 5.709                 |

### Remixalben
| Jahr | Titel                                | Höchstplatzierung, Gesamtwochen, AuszeichnungChartsChartplatzierungen (Jahr, Titel, Platzierungen, Wochen, Auszeichnungen, Anmerkungen) | Anmerkungen                                              |
| Jahr | Titel                                | JP | Anmerkungen                                              |
| ---- | ------------------------------------ | --- | -------------------------------------------------------- |
| 2015 | Kato Miliyah M-Mix: Mastermix Vol. 1 | JP22 (6 Wo.)JP | Erstveröffentlichung: 29. Juli 2015 Verkäufe JP: + 6.207 |

### EPs
| Jahr | Titel           | Höchstplatzierung, Gesamtwochen, AuszeichnungChartsChartplatzierungen (Jahr, Titel, Platzierungen, Wochen, Auszeichnungen, Anmerkungen) | Anmerkungen                                              |
| Jahr | Titel           | JP | Anmerkungen                                              |
| ---- | --------------- | --- | -------------------------------------------------------- |
| 2014 | M’s X’Mas EP    | — | Erstveröffentlichung: 17. Dezember 2014                  |
| 2018 | I Hate You E.P. | JP37 (2 Wo.)JP | Erstveröffentlichung: 21. März 2018 Verkäufe JP: + 2.203 |

### Tributealben
| Jahr | Titel   | Höchstplatzierung, Gesamtwochen, AuszeichnungChartsChartplatzierungen (Jahr, Titel, Platzierungen, Wochen, Auszeichnungen, Anmerkungen) | Anmerkungen                                                 |
| Jahr | Titel   | JP | Anmerkungen                                                 |
| ---- | ------- | --- | ----------------------------------------------------------- |
| 2020 | Inspire | JP43 (2 Wo.)JP | Erstveröffentlichung: 28. Oktober 2020 Verkäufe JP: + 1.800 |

### Coveralben
| Jahr | Titel               | Höchstplatzierung, Gesamtwochen, AuszeichnungChartsChartplatzierungen (Jahr, Titel, Platzierungen, Wochen, Auszeichnungen, Anmerkungen) | Anmerkungen                                                  |
| Jahr | Titel               | JP | Anmerkungen                                                  |
| ---- | ------------------- | --- | ------------------------------------------------------------ |
| 2020 | Covers: Woman & Man | JP46 (3 Wo.)JP | Erstveröffentlichung: 25. November 2020 Verkäufe JP: + 2.600 |

## Singles

### Als Leadmusikerin
| Jahr | Titel Album | Höchstplatzierung, Gesamtwochen, AuszeichnungChartsChartplatzierungen (Jahr, Titel, Album, Platzierungen, Wochen, Auszeichnungen, Anmerkungen) | Anmerkungen |
| Jahr | Titel Album | JP | Anmerkungen |
| ---- | --- | --- | --- |
| 2004 | Never Let Go / Yozora (Never let go / 夜空) Nachthimmel Rose                                                      | JP15 (11 Wo.)JP | Erstveröffentlichung: 8. September 2004 Verkäufe JP: + 44.712                                                      |
| 2004 | Beautiful Rose | JP26 (9 Wo.)JP | Erstveröffentlichung: 17. November 2004 Verkäufe JP: + 16.272                                                      |
| 2005 | Dear Lonely Girl (ディア・ロンリーガール) Rose                                                                    | JP15 Gold (Mobile Downloads) · (13 Wo.)JP | Erstveröffentlichung: 24. März 2005 Verkäufe JP: + 100.000                                                         |
| 2005 | Jōnetsu (ジョウネツ) Leidenschaft Rose                                                                            | JP11 Gold (Mobile Downloads) · (9 Wo.)JP | Erstveröffentlichung: 21. September 2005 Verkäufe JP: + 100.000                                                    |
| 2006 | Sotsugyō (ソツギョウ) Graduierung Diamond Princes                                                                 | JP23 Gold (Mobile Downloads) · (6 Wo.)JP | Erstveröffentlichung: 1. Februar 2006 Verkäufe JP: + 100.000                                                       |
| 2006 | Last Summer Diamond Princes                                                                                       | JP30 (5 Wo.)JP | Erstveröffentlichung: 19. Juli 2006 Verkäufe JP: + 13.635                                                          |
| 2006 | I Will Diamond Princes                                                                                            | JP17 (8 Wo.)JP | Erstveröffentlichung: 27. September 2006 Verkäufe JP: + 18.251                                                     |
| 2007 | Eyes on You Diamond Princes                                                                                       | JP13 Gold (Mobile Downloads) · (6 Wo.)JP | Erstveröffentlichung: 7. Februar 2007 Verkäufe JP: + 100.000                                                       |
| 2007 | My Girl – | JP29 (5 Wo.)JP | Erstveröffentlichung: 30. Mai 2007 Verkäufe JP: + 9.690; feat. Color                                               |
| 2007 | Love Is… Tokyo Star                                                                                               | JP11 Platin (Mobile Downloads) · (10 Wo.)JP | Erstveröffentlichung: 20. Juni 2007 Verkäufe JP: + 250.000                                                         |
| 2007 | Lalala / Futurechecka Tokyo Star                                                                                  | JP7 ×2Doppelplatin (Digital) + Doppelplatin (Klingelton) · (16 Wo.)JP                                                                          | Erstveröffentlichung: 17. Oktober 2007 Verkäufe JP: + 1.000.000; mit Wakadanna / mit Simon, Coma-Chi und Taro Soul |
| 2008 | 19 Memories Tokyo Star                                                                                            | JP16 ×2Doppelplatin (Klingelton) + Platin (Mobile Downloads) · (9 Wo.)JP                                                                       | Erstveröffentlichung: 27. Februar 2008 Verkäufe JP: + 750.000                                                      |
| 2008 | Saigo no I Love You (Acoustic Version) (最後の) I Love You (Acoustic Version) Ring                                | JP— Gold (Mobile Downloads)JP | Erstveröffentlichung: 28. Mai 2008 Verkäufe JP: + 100.000                                                          |
| 2008 | Sayonara Baby / Koi Shiteru (Sayonara ベイベー／恋シテル) Auf Wiedersehen Baby / Ich bin verliebt Ring            | JP9 Platin (Mobile Downloads) + Gold (Streaming) · (9 Wo.)JP                                                                                   | Erstveröffentlichung: 24. September 2008 Verkäufe JP: + 350.000                                                    |
| 2009 | 20 – Cry Ring | JP7 Platin (Digital) · (7 Wo.)JP | Erstveröffentlichung: 28. Januar 2009 Verkäufe JP: + 250.000                                                       |
| 2009 | Why Heaven | JP10 Platin (Mobile Downloads) · (10 Wo.)JP | Erstveröffentlichung: 18. November 2009 Verkäufe JP: + 250.000                                                     |
| 2010 | Bye Bye Heaven | JP8 Gold (Mobile Downloads) · (8 Wo.)JP | Erstveröffentlichung: 24. März 2010 Verkäufe JP: + 100.000                                                         |
| 2010 | Last Love Heaven                                                                                                  | JP13 Platin (Mobile Downloads) · (6 Wo.)JP | Erstveröffentlichung: 9. Juni 2010 Verkäufe JP: + 250.000                                                          |
| 2010 | Only Holy Heaven                                                                                                  | — | Erstveröffentlichung: 10. Dezember 2010                                                                            |
| 2011 | Yūsha Tachi / True Lovers M Best                                                                                  | JP8 Gold (Mobile Downloads) · (6 Wo.)JP | Erstveröffentlichung: 16. März 2011 Verkäufe JP: + 100.000                                                         |
| 2011 | Desire / Baby! Baby! Baby! M Best                                                                                 | JP13 (4 Wo.)JP | Erstveröffentlichung: 22. Juni 2011 Verkäufe JP: + 8.125                                                           |
| 2011 | Roman True Lovers                                                                                                 | JP19 (4 Wo.)JP | Erstveröffentlichung: 14. Dezember 2011 Verkäufe JP: + 7.851                                                       |
| 2012 | Aiaiai True Lovers                                                                                                | JP16 (4 Wo.)JP | Erstveröffentlichung: 6. Juni 2012 Verkäufe JP: + 7.297                                                            |
| 2012 | Heart Beat True Lovers                                                                                            | JP14 Platin (Digital) · (7 Wo.)JP | Erstveröffentlichung: 8. August 2012 Verkäufe JP: + 250.000                                                        |
| 2012 | Lovers Part II True Lovers                                                                                        | JP15 Gold (Digital) · (5 Wo.)JP | Erstveröffentlichung: 17. Oktober 2012 Verkäufe JP: + 100.000; mit Wakadanna                                       |
| 2012 | Heart Beat (English Version) True Lovers                                                                          | — | Erstveröffentlichung: 14. November 2012                                                                            |
| 2013 | Love/Affection Loveland                                                                                           | — | Erstveröffentlichung: 8. Mai 2013                                                                                  |
| 2013 | Emotion Loveland                                                                                                  | JP26 (3 Wo.)JP | Erstveröffentlichung: 26. Juni 2013 Verkäufe JP: + 4.398                                                           |
| 2013 | Lonely Hearts Loveland                                                                                            | JP17 Gold (Digital) · (5 Wo.)JP | Erstveröffentlichung: 2. Oktober 2013 Verkäufe JP: + 100.000                                                       |
| 2014 | Love/Affection / Kamisama (Love/Affection / 神様) Gott Loveland                                                   | JP23 (2 Wo.)JP | Erstveröffentlichung: 22. Januar 2014 Verkäufe JP: + 3.033                                                         |
| 2014 | You… Muse | JP31 (3 Wo.)JP | Erstveröffentlichung: 3. September 2014 Verkäufe JP: + 3.468; feat. Izumi Nakasone                                 |
| 2015 | Shōnen Shōjo (少年少女) Jungs und Mädchen Liberty                                                                 | JP27 (3 Wo.)JP | Erstveröffentlichung: 14. Januar 2015 Verkäufe JP: + 2.569                                                         |
| 2015 | Piece of Cake: Ai wo Sakebō (ピース オブ ケイク―愛を叫ぼう―) Schreiende Liebe Liberty                             | JP54 (2 Wo.)JP | Erstveröffentlichung: 2. September 2015 Verkäufe JP: + 1.850; feat. Mineta Kazunobu                                |
| 2015 | Lipstick (リップスティック) Liberty                                                                               | JP44 (2 Wo.)JP | Erstveröffentlichung: 25. November 2015 Verkäufe JP: + 3.047                                                       |
| 2016 | Future Lover: Mirai Koibito (Future Lover-未来恋人-) Zukünftiger Liebhaber Liberty                                | JP42 (2 Wo.)JP | Erstveröffentlichung: 13. Januar 2016 Verkäufe JP: + 1.456                                                         |
| 2016 | Saikōna Shiawase: Drama Exclusive Mix (最高なしあわせ) -Drama exclusive mix- Utopia                               | — | Erstveröffentlichung: 18. November 2016                                                                            |
| 2016 | Saikōna Shiawase (最高なしあわせ) Größtes Glück Utopia                                                            | JP49 (2 Wo.)JP | Erstveröffentlichung: 7. Dezember 2016 Verkäufe JP: + 1.975                                                        |
| 2017 | Dokomademo: How Far I’ll Go (どこまでも ~How Far I’ll Go~) Wo auch immer Utopia                                   | JP45 (7 Wo.)JP | Erstveröffentlichung: 1. März 2017 Verkäufe JP: + 4.185                                                            |
| 2017 | Shinyaku Dear Lonely Girl feat. ECD (新約ディアロンリーガール) Neues Testament, liebes einsames Mädchen M Best II | JP53 (2 Wo.)JP | Erstveröffentlichung: 6. Dezember 2017 Verkäufe JP: + 1.500                                                        |
| 2018 | Walk to the Dream M Best II                                                                                       | — | Erstveröffentlichung: 13. April 2018                                                                               |
| 2018 | Romance M Best II                                                                                                 | JP50 (2 Wo.)JP | Erstveröffentlichung: 9. Mai 2018 Verkäufe JP: + 898                                                               |
| 2018 | Romance (Limited Edition) M Best II                                                                               | JP131 (1 Wo.)JP | Erstveröffentlichung: 9. Mai 2018 Verkäufe JP: + 409 in limitierter Version als 10-Titel-CD                        |
| 2018 | Holy Happy Family –                                                                                               | — | Erstveröffentlichung: 12. Dezember 2018                                                                            |
| 2019 | Ai ga Furu (愛が降る) Liebe fällt M Best II                                                                       | JP37 (2 Wo.)JP | Erstveröffentlichung: 19. Juni 2019 Verkäufe JP: + 1.572                                                           |
| 2019 | Honto no Boku wo Shitte (ほんとの僕を知って) Lerne mein wahres Ich kennen M Best II                               | JP57 (1 Wo.)JP | Erstveröffentlichung: 4. September 2019 Verkäufe JP: + 900                                                         |
| 2019 | Parade M Best II                                                                                                  | — | Erstveröffentlichung: 26. Oktober 2019                                                                             |
| 2019 | Sayonara Baby M Best II                                                                                           | — | Erstveröffentlichung: 4. September 2019 feat. Sky-Hi                                                               |
| 2020 | Wing Who Loves Me                                                                                                 | — | Erstveröffentlichung: 2020                                                                                         |
| 2021 | Shukumei Who Loves Me                                                                                             | — | Erstveröffentlichung: 2021                                                                                         |
| 2021 | Kono Yume ga Sameru Made Who Loves Me                                                                             | JP44 (3 Wo.)JP | Erstveröffentlichung: 16. Juni 2021 Verkäufe JP: + 900; feat. Yoshida Brothers                                     |

### Als Gastmusikerin
| Jahr | Titel Album                               | Höchstplatzierung, Gesamtwochen, AuszeichnungChartsChartplatzierungen (Jahr, Titel, Album, Platzierungen, Wochen, Auszeichnungen, Anmerkungen) | Anmerkungen |
| Jahr | Titel Album                               | JP | Anmerkungen |
| ---- | ----------------------------------------- | --- | --- |
| 2004 | Shōri no Megami Dōmu                      | — | Erstveröffentlichung: 26. Mai 2004 Verkäufe JP: + 8.557 Dohzi-T featu. Miliyah Kato                                                   |
| 2006 | Better Days Warabest: The Best of Dohzi-T | JP30 Gold (Mobile Downloads) · (8 Wo.)JP | Erstveröffentlichung: 15. Februar 2006 Verkäufe JP: + 100.000 Dohzi-T feat. Miliyah Kato and Roma Tanaka                              |
| 2007 | My People World of Music                  | JP44 (4 Wo.)JP | Erstveröffentlichung: 18. Juli 2007 Verkäufe JP: + 5.629 Zeebra feat. Miliyah Kato                                                    |
| 2009 | Love Forever Ring / The Best              | JP5 Gold + Diamant (Digital) · (26 Wo.)JP | Erstveröffentlichung: 13. Mai 2009 · Verkäufe JP: + 1.100.000; mit Shota Shimizu · + JP: Diamant (Klingelton), + JP: Gold (Streaming) |
| 2010 | Forever Love The Best                     | JP4 ×2×3Doppelplatin (Mobile Downloads) + Dreifachplatin (Klingelton) · (12 Wo.)JP                                                             | Erstveröffentlichung: 3. Februar 2010 Verkäufe JP: + 1.250.000; mit Shota Shimizu                                                     |
| 2010 | Stronger The Last Ai                      | JP26 (4 Wo.)JP | Erstveröffentlichung: 3. Februar 2010 Verkäufe JP: + 6.783; Ai feat. Miliyah Kato                                                     |
| 2011 | Believe Journey / M Best / The Best       | JP9 Gold (Mobile Downloads) · (6 Wo.)JP | Erstveröffentlichung: 13. Juli 2011 Verkäufe JP: + 100.000; mit Shota Shimizu                                                         |
| 2012 | Lovers Life is Mountain                   | — | Erstveröffentlichung: 2012 Wakadanna feat. Miliyah Kato                                                                               |
| 2013 | Lover Neven                               | JP81 (2 Wo.)JP | Erstveröffentlichung: 6. Februar 2013 Verkäufe JP: + 1.217; M-Flo feat. Miliyah Kato                                                  |
| 2013 | Love Story The Best                       | JP12 (4 Wo.)JP | Erstveröffentlichung: 6. Februar 2013 Verkäufe JP: + 10.084; mit Shota Shimizu                                                        |
| 2014 | Fighter / Gift Muse                       | JP13 (5 Wo.)JP | Erstveröffentlichung: 4. Juni 2014 Verkäufe JP: + 10.158; mit Mika Nakashima                                                          |
| 2016 | One Day Pink Tears / Smoke & Tears        | — | Erstveröffentlichung: 2016 Thelma Aoyama feat. Miliyah Kato, Ai                                                                       |
| 2019 | Run 100 The 4ce                           | — | Erstveröffentlichung: 2019 Run the Floor feat. Miliyah Kato and Sway                                                                  |

Weitere Lieder
- 2007: Kono Mama Zutto Asa Made (JP: Gold (Mobile Downloads))
- 2007: I’m Your Angel (feat. Shota Shimizu, JP: Gold (Mobile Downloads))
- 2009: Aitai (JP: ×3Dreifachplatin (Klingelton) , JP: ×3Dreifachplatin (Mobile Downloads) , JP: Gold (Streaming))
- 2010: Baby I See You (feat. Verbal, JP: Gold (Digital))
- 2010: X.O.X.O. (feat. Verbal, JP: Gold (Mobile Downloads))
- 2012: Konya wa Boogie Back (feat. Shota Shimizu and Shun, JP: Gold (Digital))

## Videoalben und Musikvideos

### Videoalben
| Jahr | Titel                                 | Höchstplatzierung, Gesamtwochen, AuszeichnungChartsChartplatzierungen (Jahr, Titel, Platzierungen, Wochen, Auszeichnungen, Anmerkungen) | Anmerkungen                                                   |
| Jahr | Titel                                 | JP | Anmerkungen                                                   |
| ---- | ------------------------------------- | --- | ------------------------------------------------------------- |
| 2007 | Diamond Princess Tour 2007            | JP22 (20 Wo.)JP | Erstveröffentlichung: 12. Dezember 2007 Verkäufe JP: + 16.194 |
| 2008 | Tokyo Star Tour 2008                  | JP11 (39 Wo.)JP | Erstveröffentlichung: 10. Dezember 2008 Verkäufe JP: + 24.117 |
| 2010 | Ring Tour 2009                        | JP2 (25 Wo.)JP | Erstveröffentlichung: 26. Mai 2010 Verkäufe JP: + 56.809      |
| 2010 | Miliyah the Clips 2004–2010           | JP4 (26 Wo.)JP | Erstveröffentlichung: 8. Dezember 2010 Verkäufe JP: + 59.694  |
| 2011 | Eternal Heaven Tour 2010–2011         | JP2 (10 Wo.)JP | Erstveröffentlichung: 2. November 2011                        |
| 2012 | M Best Tour 2011                      | JP5 (9 Wo.)JP | Erstveröffentlichung: 12. Dezember 2012 Verkäufe JP: + 9.130  |
| 2014 | True Lovers Tour 2013                 | JP4 (7 Wo.)JP | Erstveröffentlichung: 19. Februar 2014 Verkäufe JP: + 9.671   |
| 2015 | Loveland Tour 2014                    | JP13 (8 Wo.)JP | Erstveröffentlichung: 25. Februar 2015                        |
| 2016 | 10th Anniversary: A Muse Tour 2015    | JP10 (6 Wo.)JP | Erstveröffentlichung: 6. April 2016 Verkäufe JP: + 3.016      |
| 2017 | „Dramatic Liberty“ Tour 2016          | JP5 (6 Wo.)JP | Erstveröffentlichung: 11. Januar 2017 Verkäufe JP: + 4.193    |
| 2018 | „Utopia“ Tour 2017                    | JP14 (4 Wo.)JP | Erstveröffentlichung: 17. Januar 2018 Verkäufe JP: + 2.856    |
| 2018 | Celebration Tour 2018                 | JP13 (3 Wo.)JP | Erstveröffentlichung: 21. November 2018                       |
| 2021 | 15th Anniversary Miliyah Budokan 2020 | JP16 (3 Wo.)JP | Erstveröffentlichung: 17. März 2021                           |

### Musikvideos
1. Never Let Go
2. Yozora
3. Dear Lonely Girl
4. Beautiful
5. Jōnetsu
6. Sotsugyō
7. Last Summer
8. I Will
9. Eyes on You
10. Kono Mama Zutto Asa Made
11. Love Is…
12. 19 Memories
13. Saigo no I Love You (Acoustic Version)
14. Sayonara Baby
15. Koishiteru
16. 20: Cry
17. Aitai
18. Why
19. Destiny
20. Bye Bye
21. Last Love
22. X.O.X.O.
23. Yūsha-tachi
24. Desire
25. Baby!Baby!Baby!
26. Roman
27. Aiaiai
28. Heart Beat
29. Emotion
30. Lonely Hearts
31. Love/Affection
32. Kamisama
33. Shōnen Shōjo
34. Lipstick
35. Future Lover: Mirai Koibito
36. Want You Back
37. Maboroshi
38. Ai no Kuni
39. Saikōna Shiawase
40. I Am
41. Dokomademo: How Far I’ll Go
42. I Hate You
43. Walk to the Dream
44. Romance
45. Ai ga Furu
46. Honto no Boku wo Shitte
47. Honnō

- Zusammenarbeiten

1. At the Fever (mit Twigy, Dev Large und Shinnosk8)
2. One Day (mit M-Flo)
3. Better Days (mit Dohzi-T und Roma Tanaka)
4. My Girl (mit Color)
5. Lalala (mit Wakadanna)
6. Futurechecka (mit Simon, Coma-Chi und Taro Soul)
7. Love Forever (mit Shota Shimizu)
8. Forever Love (mit Shota Shimizu)
9. Sensation (mit Kento Mori)
10. Stronger (mit Ai)
11. Believe (mit Shota Shimizu)
12. Lovers (mit Wakadanna)
13. Lovers Part II (mit Wakadanna)
14. Konya wa Boogie Back (mit Shota Shimizu und Shun)
15. Love Story (mit Shota Shimizu)
16. Run Free (mit Ai und Verbal)
17. Sakura Melody (mit Shota Shimizu)
18. Fighter (mit Mika Nakashima)
19. Gift (mit Mika Nakashima)
20. You… (mit Izumi Nakasone)
21. Piece of Cake: Ai wo Sakebō (mit Kazunobu Mineta)
22. Last Forever (mit Spicy Chocolate und Sky-Hi)
23. Shinyaku Dear Lonely Girl (mit ECD)
24. Kao mo Mitakunai (mit JP the Wavy)
25. Sayonara Baby (mit Ski-Hi)
26. Kono Yume ga Sameru Made (mit Yoshida Brothers)

- Alternative Versionen

1. Lalala: Miliyah’s Premium Version (mit Wakadanna)
2. Emotion (Interlude Exclusive Version)
3. Future Lover: Mirai Koibito (Dance Only Version)

## Lieder
1. Never Let Go
2. Yozora (夜空)
3. Beautiful
4. Dear Lonely Girl (ディア・ロンリーガール)
5. Dreaming Under the Moon
6. Ooh…Baby
7. Jōnetsu (ジョウネツ)
8. My Sorrow
9. Don’t Stop!
10. My Life
11. Love Me, I Love You
12. Ride with U
13. Eien no Koe (永遠の声)
14. I Cry
15. Rose
16. Star
17. Sotsugyō (ソツギョウ)
18. Caught Up
19. Ready or Not
20. Last Summer
21. For So Long
22. For So Long Part II
23. I Will
24. So Gooood
25. Eyes on You
26. Kono Mama Zutto Asa Made (このままずっと朝まで)
27. Trouble
28. Diamond
29. Luvsong
30. Family
31. My Soul
32. Cry No More
33. Wasurenai Kara (忘れないから)
34. So Special
35. Paradise
36. Wonderful
37. Better Days: Sweet Love Side
38. Because of U
39. Love Is…
40. Ms. Jealousy
41. Honey
42. 19 Memories
43. Good Bye My Teenage
44. Kiss
45. Saigo no I Love You (最後の)
46. Just Wanna Have Fun
47. Tough
48. Young Lady
49. Sayōnara (サヨナラ)
50. U Gatta Understand
51. Ai wa Kawarazu (愛は変わらず)
52. Tokyo Star
53. Sayonara Baby (ベイベー)
54. Koishiteru (恋シテル)
55. Perfect Pitch
56. Ai ga Kieta Hi (愛が消えた日)
57. 20 – Cry
58. Kanashimi Blue (悲しみブルー)
59. Let ’Em Go
60. Aitai
61. Breathe Again
62. Love for You
63. Arigatō, (ありがとう,)
64. Kono Machi no Dokoka de (この街のどこかで)
65. Dance Tonight
66. Time Is Money
67. Anata ga Hoshii (あなたが欲しい)
68. Love Me, Hold Me
69. Happy Celebration
70. This Is Love
71. People
72. Why
73. Destiny
74. You Don’t Know Me
75. Bye Bye
76. Sensation
77. Koi ga Owaru Sono Toki ni (恋が終わるその時に)
78. Last Love
79. Tomorrow
80. Fallin’
81. I Miss You
82. X.O.X.O.
83. Heaven
84. Sora (空)
85. Free
86. Endless Love
87. Sweet Angel
88. B.F.F.
89. Don’t Wanna Let Go
90. Silent Ocean
91. Owari Naki Kanashimi (終わりなき哀しみ)
92. Only Holy
93. Yūsha-tachi (勇者たち)
94. Sign
95. Wara no Inu (わらの犬)
96. Desire
97. Baby!Baby!Baby!
98. Ain’t No Other
99. Rainbow
100. Me
101. Roman
102. Baby Tell Me
103. Aiaiai
104. Heart Beat
105. Rakuen (楽園)
106. Mukuchi no Uta (無口のうた)
107. Nemurenu Yoru no Sei de (眠れぬ夜のせいで)
108. True
109. With U
110. Baby Love
111. Heartbreaker
112. All I Want Is You
113. Itoshi Hito (愛しい人)
114. Ugly
115. Emotion
116. Summer Time Lonely
117. Turn Me On
118. Lonely Hearts
119. Only U
120. Love/Affection
121. Kamisama (神様)
122. Shape of Love
123. Unique
124. The One
125. Lover: Episode II
126. Pride
127. You’re Beautiful
128. One Night Only
129. Reisei to Jōnetsu no Aida (冷静と情热のあいだ)
130. Loveland
131. M.U.S.E.
132. Style
133. Higher
134. Shōnen Shōjo (少年少女)
135. Fashion
136. U Can Love Me
137. Life Is a Song
138. Lipstick (リップスティック)
139. Never Call Me Again
140. Future Lover: Mirai Koibito (未来恋人)
141. Liberty
142. Want You Back
143. Utakata no Hibi (うたかたの日々)
144. Wanna Be
145. This Is My Party
146. Mirror Mirror
147. Tengoku no Door (天国のドア)
148. Climax
149. Babylon
150. Memories
151. H.I.K.A.R.I.
152. Saikōna Shiawase (最高なしあわせ)
153. Ai no Kuni (愛の国)
154. Maboroshi (幻)
155. Dokomademo: How Far I’ll Go (どこまでも)
156. I Am
157. Tabibito (旅人)
158. Let Me in
159. Shōjo Jidai (少女時代)
160. Utopia
161. Moon
162. Eien (永遠)
163. Be
164. Triangle
165. Subarashiki Jinsei (素晴らしき人生)
166. Meikyū (迷宮)
167. I Hate You
168. Futari no Kankei (二人の関係)
169. Sekai (世界)
170. Don’t Let Me Down
171. Romance
172. Through Your Eyes
173. Walk to the Dream
174. Femme Fatale
175. Watashi no Na wa Innocence (私の名はイノセンス)
176. Anata wa Mada Ai wo Shiranai (貴方はまだ愛を知らない)
177. Funny Love
178. Atashi no Saibō (あたしの細胞)
179. King/Queen
180. Only Lonely Man (オンリー・ロンリーマン)
181. Burn
182. Holy Happy Family
183. Ai ga Furu (愛が降る)
184. Darling
185. Honto no Boku wo Shitte (ほんとの僕を知って)
186. Parade
187. Funny Love
188. Wing
189. Shukumei (宿命)

- Cover

1. Dōkoku (慟哭) (original von Shizuka Kudo)
2. Automatic (original von Hikaru Utada)
3. If I Ain’t Got You (original von Alicia Keys)
4. For You (original von Hikaru Utada)
5. Nao (original von HY)
6. Honnō (本能) (original von Sheena Ringo)
7. Can You Keep a Secret? (original von Hikaru Utada)
8. Don’t Wanna Cry (original von Namie Amuro)
9. Soba ni Iru ne (そばにいるね) (original von Thelma Aoyama und Soulja)
10. Stars (original von Mika Nakashima)
11. Take Back (original von Kumi Kōda)
12. Tsuyoku Hakanai Mono-tachi (強く儚い者たち) (original von Cocco)
13. Teenager Forever (original von King Gnu)
14. Hanataba no Kawari no Melody wo (花束のかわりにメロディーを) (original von Shota Shimizu)
15. Yasashisa (優しさ) (original von Fujī Kaze)
16. Me Me She (original von Radwimps)
17. Baby Baby (original von Ging Nang Boyz)
18. Ikareta Baby (いかれた) (original von Fishmans)
19. Yuri no Saku Basho de (百合の咲く場所で) (original von Dragon Ash)
20. Oh My Little Girl (original von Yutaka Ozaki)

- Zusammenarbeiten

1. Cherry Oh! Baby (mit Reggae Disco Rockers)
2. Shouri no Megami (mit Dohzi-T)
3. At the Fever (mit Twigy, Dev Large und Shinnosk8)
4. Paradise (mit Heartsdales)
5. In the Night (mit We Love Dance Classics Vol. 1)
6. Sunshine (mit Km-Markit)
7. One Day (mit M-Flo)
8. Better Days (mit Dohzi-T und Roma Tanaka)
9. Righ’ Now! (mit Twigy)
10. 24 Hours (mit Twigy)
11. Michelle (mit Lupin III TV Special Seven Days Rhapsody Original Soundtrack)
12. Me & My (mit Km-Markit)
13. My Girl (mit Color)
14. Kono Mama Zutto Asa Made (Remix) (mit Coma-Chi)
15. My People (mit Zeebra)
16. Hikaru Mirai (mit Dohzi-T)
17. I’m Your Angel (mit Shota Shimizu)
18. Lalala (mit Wakadanna)
19. Futurechecka (mit Simon, Coma-Chi und Taro Soul)
20. Turn It Up (mit Verbal, Little und Kohei Japan)
21. Love Forever (mit Shota Shimizu)
22. Looking Your Eyes (mit Shota Shimizu)
23. Forever Love (mit Shota Shimizu)
24. Jewerly (mit Shota Shimizu)
25. Stronger (mit Ai)
26. Believe (mit Shota Shimizu)
27. My Love Goes On (mit Shota Shimizu)
28. Lovers (mit Wakadanna)
29. Lovers Part II (mit Wakadanna)
30. Konya wa Boogie Back (今夜はブギー・バック) (mit Shota Shimizu und Shun)
31. Lover (mit M-Flo)
32. Love Story (mit Shota Shimizu)
33. You’re the Only One for Me (mit Shota Shimizu)
34. Run Free (mit Ai und Verbal)
35. Sakura Melody (mit Shota Shimizu)
36. Escape (mit Shota Shimizu)
37. Still (mit Shota Shimizu)
38. Fighter (mit Mika Nakashima)
39. Gift (mit Mika Nakashima)
40. You… (mit Izumi Nakasone)
41. Drive (mit Jasmine)
42. I’ll Be There with You (mit Ai und Thelma Aoyama)
43. Blue Flame (mit Sugar Soul)
44. Piece of Cake: Ai wo Sakebō (ピース オブ ケイク―愛を叫ぼう―) (mit Kazunobu Mineta)
45. Last Forever (mit Spicy Chocolate und Sky-Hi)
46. Megami no Hikari (女神の光) (mit Maki Munetaka (Tokyo Gegegay))
47. One Day (mit Thelma Aoyama und Ai)
48. Shinyaku Dear Lonely Girl (新約ディアロンリーガール) (mit ECD)
49. Kao mo Mitakunai (顔も見たくない) (mit JP the Wavy)
50. Poppin’ (mit Thelma Aoyama)
51. Our Love (mit Miyavi)
52. Run 100 (mit Run the Floor und Sway)
53. Sayonara Baby (mit Ski-Hi)
54. Aitai (mit Shinya Kiyozuka)
55. Kono Yume ga Sameru Made (この夢が醒めるまで) (mit Yoshida Brothers)

- Übergänge

1. Interlude: The World

## Statistik

### Chartauswertung
|                     | JP     |
| ------------------- | ------ |
| Nummer-eins-Alben   | JP3JP  |
| Top-10-Alben        | JP14JP |
| Alben in den Charts | JP21JP |

|                       | JP     |
| --------------------- | ------ |
| Nummer-eins-Singles   | JP—JP  |
| Top-10-Singles        | JP9JP  |
| Singles in den Charts | JP48JP |

|                          | JP     |
| ------------------------ | ------ |
| Nummer-eins-Videoalben   | JP—JP  |
| Top-10-Videoalben        | JP7JP  |
| Videoalben in den Charts | JP13JP |

### Auszeichnungen für Musikverkäufe
Anmerkung: Auszeichnungen in Ländern aus den Charttabellen bzw. Chartboxen sind in ebendiesen zu finden.
| Land/RegionAuszeichnungen für Musikverkäufe (Land/Region, Auszeichnungen, Verkäufe, Quellen) | Gold       | Platin       | Diamant     | Verkäufe   | Quellen            |
| -------------------------------------------------------------------------------------------- | ---------- | ------------ | ----------- | ---------- | ------------------ |
| Japan (RIAJ)                                                                                 | 22× Gold22 | 30× Platin30 | 2× Diamant2 | 11.400.000 | riaj.or.jp JP2 JP3 |
| Insgesamt                                                                                    | 22× Gold22 | 30× Platin30 | 2× Diamant2 |            |                    |